# Buket Pidie
Buket Pidie is een bestuurslaag in het regentschap Aceh Utara van de provincie Atjeh, Indonesië. Buket Pidie telt 102 inwoners (volkstelling 2010).